# 명일지자
《명일지자》는 2017년부터 중국에서 방송되고 있는 오디션 프로그램이다.

## 시즌1
- 우승 : 마오부이
- 준우승 : Ma Boqian
- 3위 : 자오 톈위

## 시즌2
- 우승 : Cai Weize
- 준우승 : Tian Yi
- 3위 : Siwai Ge

## 시즌3: 크리스탈 에이지
- 우승 : 장 유치
- 준우승 : Hong Yi Nuo
- 3위 : By2 (한선, 유선)

## 시즌4: 슈퍼 밴드
- 우승 : 에어 럭 얼라이언스 (후 유통, 톈 홍지에, 리 룬치, 마저, 자 오커)
- Top4 :  Fruit Planet, 낮잠 유성기 밴드, 은하계악단